# Golf Halt

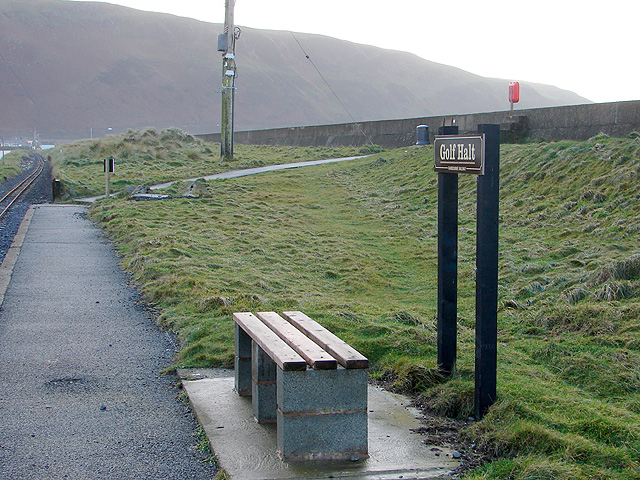
Golf Halt

Golf Halt – stacja linii Fairbourne Railway w Gwynedd w północnej Walii.
Do 2007 roku stacja nosiła nazwę Gorsafawddacha’idraigodanheddogleddollônpenrhynareurdraethceredigion, która to została sztucznie utworzona przez firmę kolejową dla celów promocyjnych. Nazwa oznaczała „Stacja Mawddach i jej zęby smoka na północnym szlaku wzdłuż złotej plaży zatoki Cardigan”.